# Condado de Bennett
El condado de Bennett (en inglés: Bennett County, South Dakota), fundado en 1909,  es uno de los 66 condados en el estado estadounidense de Dakota del Sur. En el 2000 el condado tenía una población de 3574 habitantes en una densidad poblacional de 1 personas por km². La sede del condado es Martin.

## Geografía
Según la Oficina del Censo, el condado tiene un área total de 3084 km² (1190,7 mi²), de la cual 3070 km² (1185,3 mi²) es tierra y 14 km² (5,4 mi²) es agua.

### Condados adyacentes
- Condado de Jackson - norte
- Condado de Todd - este
- Condado de Cherry - sur
- Condado de Shannon - oeste

## Demografía
En el 2000 la renta per cápita promedia del condado era de $25 313, y el ingreso promedio para una familia era de $28 363. El ingreso per cápita para el condado era de $10 106. En 2000 los hombres tenían un ingreso per cápita de $26 042 versus $17 472 para las mujeres. Alrededor del 39.20% de la población estaba bajo el umbral de pobreza nacional.
| 1910 | 1920 | 1930 | 1940 | 1950 | 1960 | 1970 | 1980 | 1990 | 2000 | Est. 2008 |
| ---- | ---- | ---- | ---- | ---- | ---- | ---- | ---- | ---- | ---- | --------- |
| 96   | 1924 | 4590 | 3983 | 3396 | 3053 | 3088 | 3044 | 3206 | 3574 | 3393      |

## Ciudades y pueblos
- Allen
- Martin
- Vetal
- Harrington
- Tuthill
- East Bennett
- West Bennett

## Mayores autopistas
- Carretera de U.S. 18
- Carretera de Dakota del Sur 73